# Polistes demeraraensis
Polistes demeraraensis är en getingart som beskrevs av Joseph Charles Bequaert 1937.
Polistes demeraraensis ingår i släktet pappersgetingar och familjen getingar. Inga underarter finns listade i Catalogue of Life.